# Claude Quenneville
Pour les articles homonymes, voir Quenneville.
Claude Quenneville, né à Chicoutimi le 19 novembre 1949, est un commentateur sportif québécois. Il a commencé sa carrière à l’âge de 14 ans pour la station radiophonique AM CJMT de Chicoutimi, aujourd'hui disparue. Il fut un peu plus tard embauché par Radio-Canada à titre d’annonceur-réseau en 1971 ; en 1973-74, il avait son émission de variétés hebdomadaire, Tempo.
Cependant, Quenneville s’est surtout rendu populaire en devenant l’annonceur radio des matchs des Canadiens de Montréal de 1982 à 1990. Depuis ce temps, il a également animé la célèbre émission La Soirée du hockey à la SRC jusqu’à ce que l’émission soit d’abord retirée des ondes, puis animée par les commentateurs de RDS. Son travail de commentateur sportif lui a valu deux prix Gémeaux - le premier en 1991 pour le meilleur commentateur sportif et le second en 1994 avec Gilles Tremblay pour la Soirée du Hockey.
Quenneville a également une longue tradition de commentateur d’évènements olympiques. Il commenta les épreuves d’haltérophilie des Jeux olympiques de Montréal en 1976, de plongeon à ceux de Los Angeles en 1984 et à Séoul en 1988, et d’athlétisme à Atlanta en 1996, à Sydney en 2000, à Athènes en 2004 et à Pékin en 2008. Aux jeux d’hiver il fut commentateur de hockey sur glace à Nagano en 1998, à Salt Lake City en 2002 et à Turin en 2006. Enfin, il couvrit aussi les Jeux du Commonwealth d’Edmonton (1978), d’Édimbourg (1986) et de Victoria (1994).
Dans les années 2000, il a été descripteur des parties de soccer de l'Impact de Montréal, toujours à Radio-Canada aux côtés du journaliste Guillaume Dumas à l'analyse. Pendant plusieurs années, Quenneville a aussi été chroniqueur sportif sur l'émission matinale  "C'est bien meilleur le matin", du lundi au vendredi sur la première chaîne radio de Radio-Canada.
Après 40 ans de carrière, il a annoncé sa retraite en octobre 2011.
Claude Quenneville fut aussi le narrateur de l'émission 24CH, diffusée sur les ondes de RDS.